# Muxía
Muxía (wym. galic. [muˈʃi.ɐ], hiszp. Mugía, wym. [muˈxi.a]) – gmina w Hiszpanii, w prowincji A Coruña, w Galicji, o powierzchni 121,19 km². W 2011 roku gmina liczyła 5269 mieszkańców.
Muxía jest też ważną miejscowością dokąd peregrynują pielgrzymi, wcześniej idący do Santiago de Compostela. Ta miejscowość wraz z Fisterrą/Finisterrą to dopełnienie pielgrzymki.
W dniu 25 grudnia 2013 roku zabytkowy kompleks klasztorny Virxe da Barca w Munxia uległ całkowitemu zniszczeniu na skutek pożaru.

## Galeria

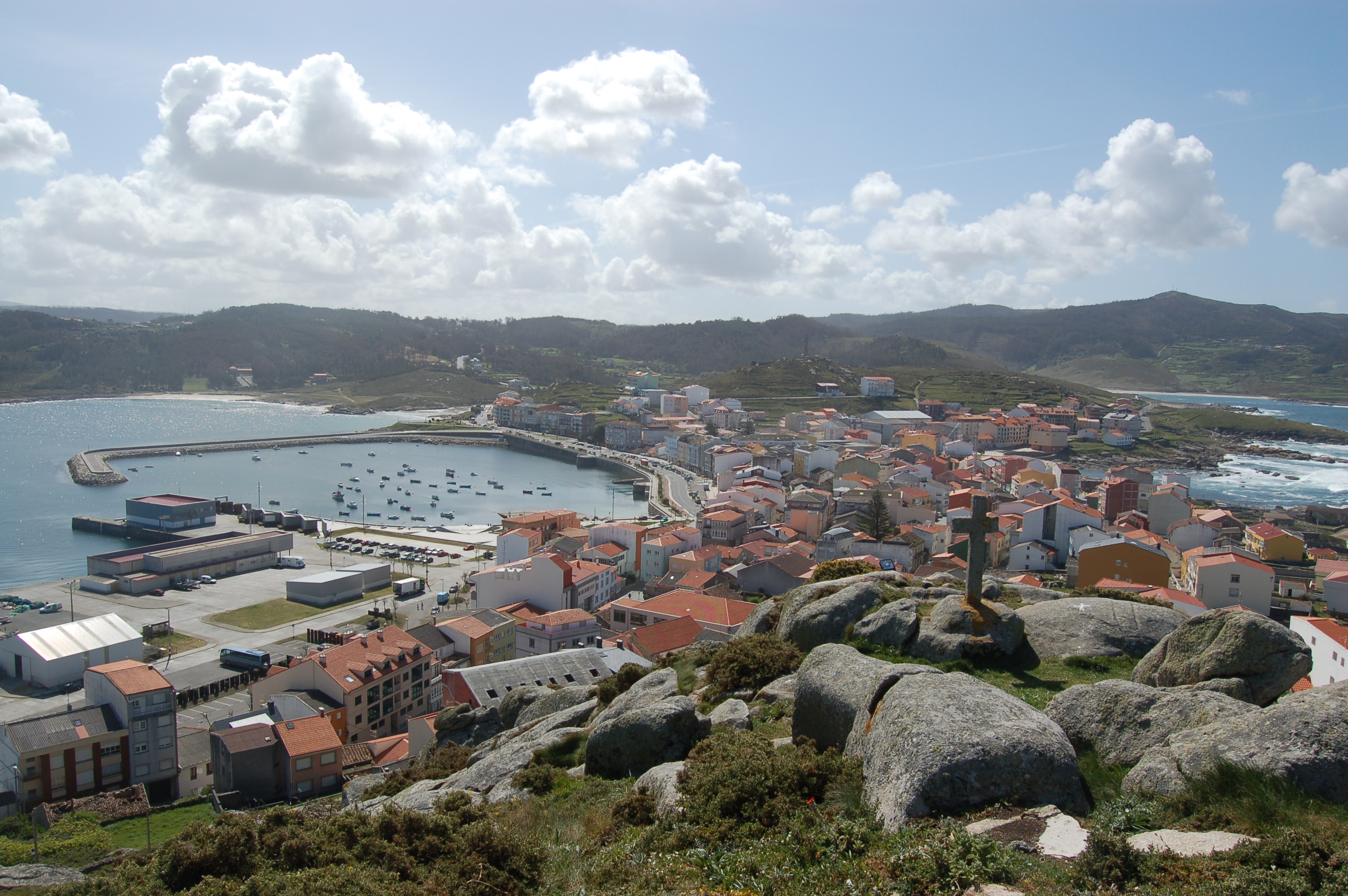
Widok miasta
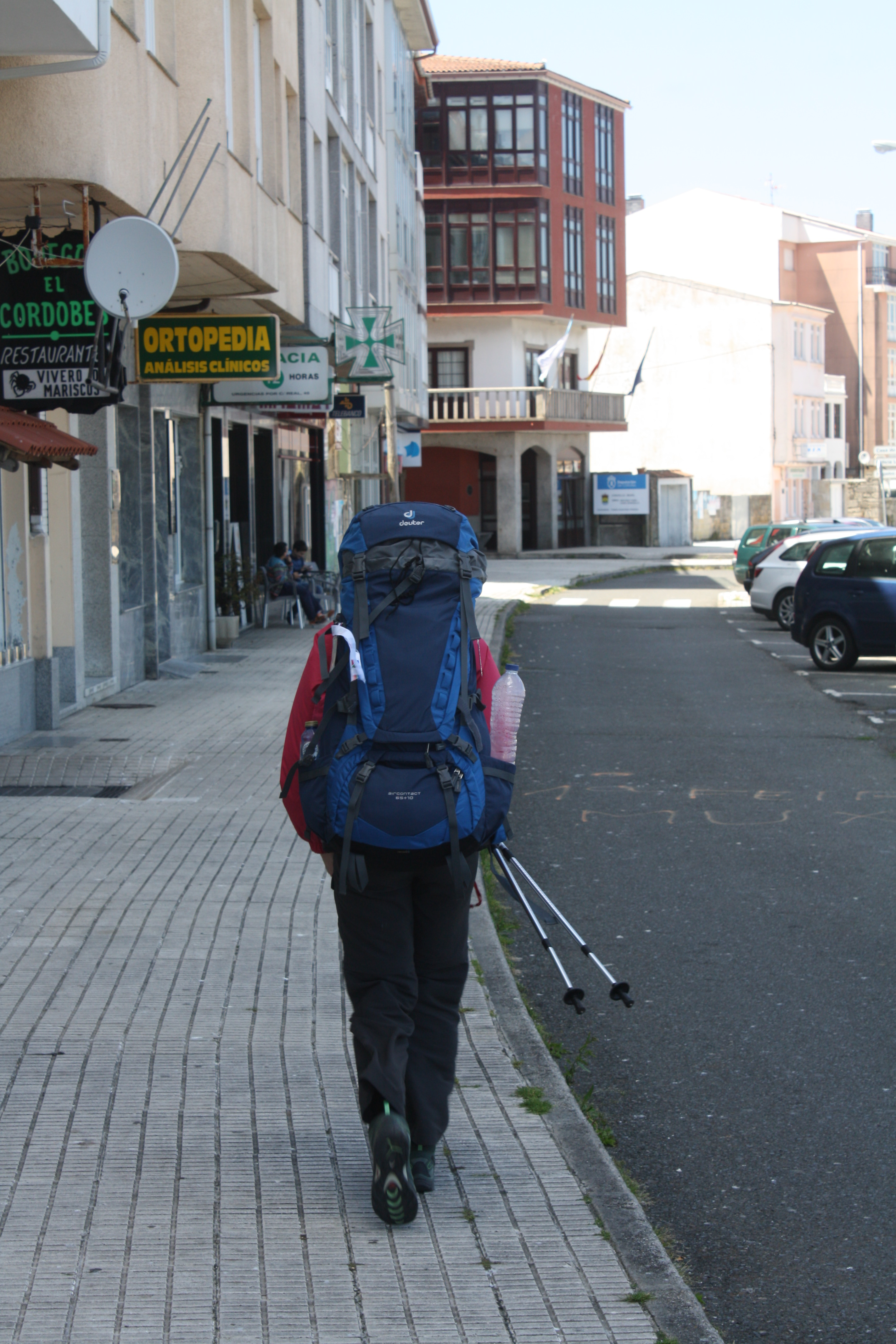
Pielgrzym maszerujący przez Muxię
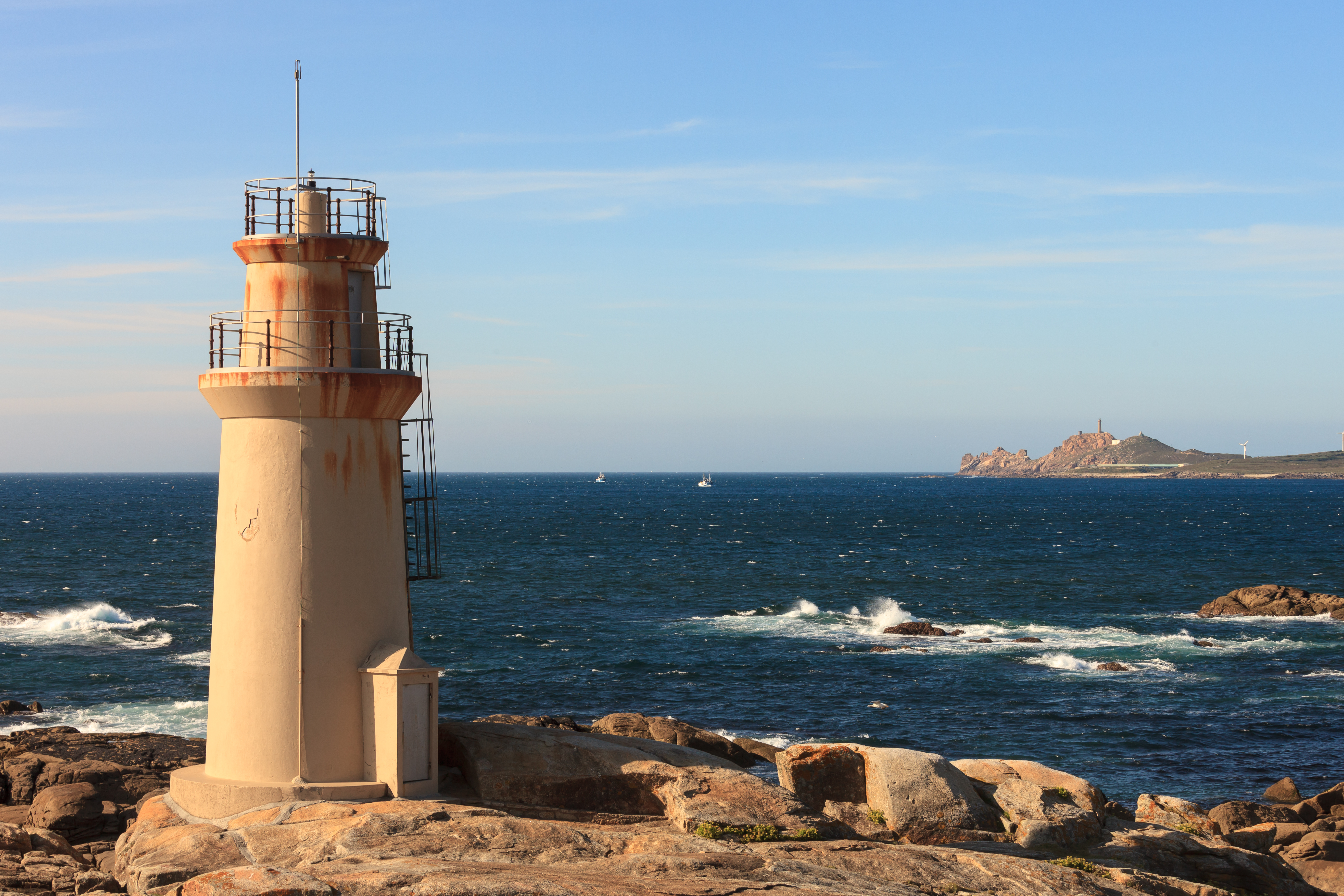
Latarnia morska w Muxii